# Müritz
Müritz (výslovnost: IPA: [ˈmyːʁɪt͡s],  poslech; ze slovanského morcze = „malé moře“) je po Bodamském jezeře druhé největší jezero v Německu a zároveň největší, které leží celou svou plochou na území Německa. Leží asi 140 km SSZ od Berlína, na území spolkové země Meklenbursko-Přední Pomořansko v nadmořské výšce 63 m a je součástí Meklenburského pojezeří. Jezero bylo vytvořeno během poslední doby ledové. Jeho rozloha je 117 km² a maximální hloubka 31 m. Jezero se v minulosti nazývalo Morické jezero,

## Pobřeží

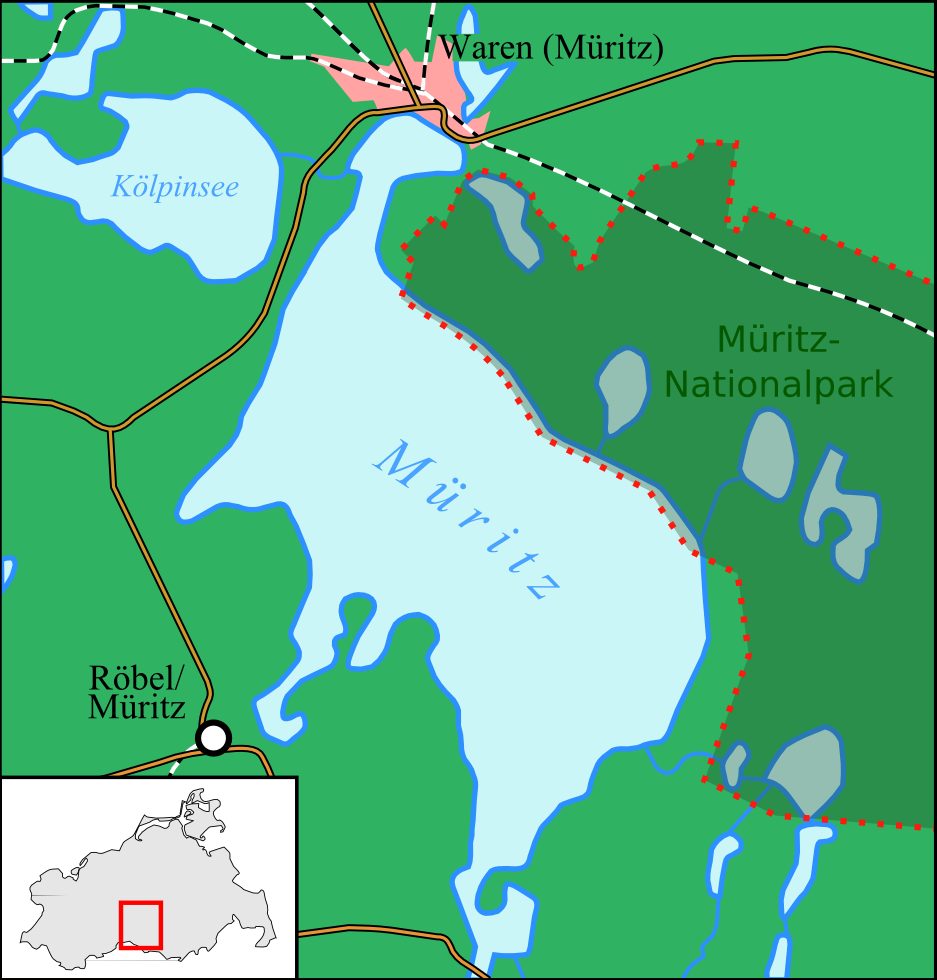

Zvláštní tvar Müritz způsobuje, že má v podstatě jen východní a západní břeh. Pobřeží na západě je vyšší a tvoří ho louky, malý les a na mírných kopcích pole. Východní břeh je bažinatý a je součástí národního parku (rezervace už od roku 1931, od roku 1990 národní park Müritz — 318 km²), který má jedinečnou flóru a faunu a je místem hnízdění jeřábů šedých. Slouží také k ochraně vodního ptactva. Najdeme zde ponejvíce vlhké houští, polámaný les a pásmo rákosí. Dále pak navazuje borový les.

### Členění
Jezero se jmenuje Müritz, nikoli Müritz-See, což je název pro konec jižního ramene Müritz. Jednotlivé části se nazývají:
- Binnen-Müritz – severní část jezera u města Waren
- Sietower Bucht a Röbeler Binnensee – na západě
- Kleine Müritz u Rechlin a Vipperow oddělené od vodní cesty Müritz-Elde
- rameno Müritz (Müritzarm) na jihu (část kterou protéká proud řeky Elde velmi úzkým místem jezera)
- Müritz-See – nejzazší konec ramene Müritz na jihu u osady Buchholz, kde ústí Elde

## Vodní režim
Jezerem protéká řeka Elde. Průtoky je spojené se sousedními jezery (Plauersee aj.) a s povodím řeky Havel. Z jezera Müritz odtéká řeka Elde do jezera Kölpinsee. V národním parku Müritz jsou na východě od Müritz jezera Feisneck-See, Rederang-See und Specker See. Rovněž na východě je Stará cesta (přes Bolter Kanal, Woterfitz-See, Großer Kötzower See a Granzower Möschen do Mirower See). Od Kleinen Müritz je oddělené vodní cestou Müritz-Havel do Mirow.

## Osídlení
Největší město u jezera Müritz je Waren ležící na severním břehu. Další města jsou (ve směru hodinových ručiček) Rechlin, Vipperow, Ludorf, Röbel/Müritz, Gotthun, Sietow a Klink.

## Využití
Na jezeře je rozvinuté rybářství a vodní doprava.